# Квинт Бебий Сулка
Квинт Бебий Сулка (лат. Quintus Baebius Sulca; умер после 173 года до н. э.) — римский политический деятель из плебейского рода Бебиев, претор 175 года до н. э.
Квинт Бебий принадлежал к незнатному плебейскому роду, который вошёл в состав римского нобилитета в конце III века до н. э. В 175 году до н. э. он занимал должность претора. В 173 году до н. э. вошёл в состав посольства, направившегося в Македонию, чтобы изучить обстановку накануне очередной войны. Выполнив эту миссию, послы посетили Александрию, где был подтверждён союз между Римом и Египтом. О дальнейшей судьбе Квинта ничего неизвестно.